# Aníbal Chalá
Aníbal Chalá, né le 9 mai 1996 à Mira en Équateur, est un footballeur international équatorien qui évolue au poste d'arrière gauche au Barcelona SC.

## Biographie

### Débuts professionnels
Natif de Mira en Équateur, Aníbal Chalá est formé par le CD El Nacional avec qui il fait ses débuts en professionnel.
Le 14 décembre 2016 il signe avec le FC Dallas. Il ne joue toutefois aucun match avec ce club.

### LDU Quito
Il est prêté de 2017 à 2018 au LDU Quito, club avec lequel il devient champion d'Équateur en 2018.

### Deportivo Toluca
Le 6 juin 2019 est annoncé le transfert d'Aníbal Chalá au Deportivo Toluca. Il joue son premier match sous ses nouvelles couleurs le 21 juillet 2019, lors de la première journée de la saison face au Querétaro FC, contre qui son équipe s'incline par deux buts à zéro.

#### Prêt à Dijon
Le 31 juillet 2020 est évoqué un intérêt du Dijon FCO pour le joueur. C'est finalement le 26 août 2020 que Chalá est officiellement prêté au Dijon FCO pour une saison avec option d'achat.
Deux jours plus tard il joue son premier match avec Dijon lors d'un déplacement face à l'Olympique lyonnais pour le compte de la 2ème journée de Ligue 1, en entrant en jeu au cours de la seconde mi-temps à la place de Jordan Marié (score final défaite 4-1 de Dijon).
Souvent trop tendre défensivement, il peine à s'imposer sur le flanc gauche de la défense dijonnaise en début de saison, tandis que son concurrent direct au poste, Ngonda Muzinga, livre de bonnes prestations.

### En sélection
Le 12 octobre 2018, il honore sa première sélection avec l'équipe nationale d'Équateur face au Qatar. Il entre en jeu à la place de Diego Palacios ce jour-là, et son équipe s'incline sur le score de quatre buts à trois.

## Palmarès
LDU Quito
- Championnat d'Équateur (1) :
  - Champion : 2018.